# سیاست روادید قطر

مسافران به قطر نیاز به روادید دارند مگر اینکه:
- شهروند یکی از کشورهای شورای همکاری خلیج باشند.
- شهروند یکی از کشورهای واجد شرایط لغو روادید باشند.

کسانی می‌خواهند به قطر سفر کنند، می‌توانند روادید قطر را به صورت آنلاین از سایت رسمی یا در صورتی که با هواپیمایی قطر سفر می‌کنند از وبگاه این شرکت دریافت کنند.
همه بازدیدکنندگان، به استثنای شهروندان کشورهای شورای همکاری خلیج فارس، باید گذرنامه معتبر برای حداقل سه ماه از تاریخ ورود را داشته باشند. شهروندان شورای همکاری خلیج فارس مجاز به استفاده از کارت شناسایی ملی برای ورود به قطر هستند.

## نقشه سیاست روادید

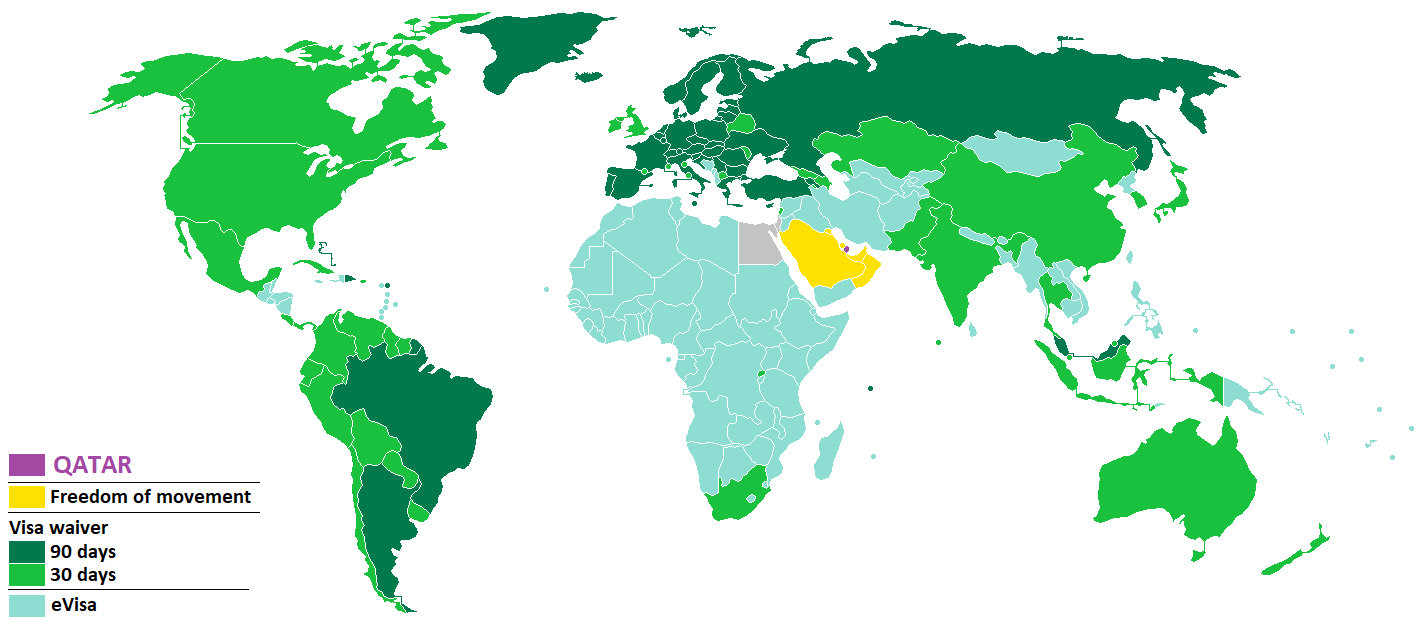
سیاست روادید قطر

## آزادی حرکت
شهروندان کشورهای عضو شورای همکاری خلیج فارس از آزادی حرکت در قطر برخوردارند و نیازی به روادید برای ورود به قطر در هیچ شرایطی ندارند:
| - بحرین - کویت - عمان - عربستان سعودی - امارات متحده عربی |

## معافیت روادید
در تاریخ ۹ اوت ۲۰۱۷، دولت قطر شرایط ورود بدون روادید را برای گردشگران ۸۰ کشور فراهم کرد. شهروندان این کشورها دیگر نیازی به درخواست یا پرداخت پول برای روادید ندارند. در عوض، به شرط ارائه گذرنامه با اعتبار حداقل شش ماه و یک بلیط تأیید شده بازگشت، یک روادید چند ورودی به صورت رایگان به هنگام ورود، صادر می‌شود. این تسهیلات فقط در فرودگاه بین‌المللی حمد ارائه می‌شود.
شهروندان ۳۹ کشور فهرست ذکر شده، می‌توانند پس از ورود روادیدی معتبر برای ۱۸۰ روز دریافت کنند. دریافت کننده می‌تواند تا سقف ۹۰ روز، چه در طول یک سفر واحد یا طی چندین سفر در قطر اقامت کند.
| - همه شهروندان اتحادیه اروپا (به استثنای ایرلند و بریتانیا) \| - آنتیگوآ و باربودا - آرژانتین - باهاما - جمهوری دومینیکن - ایسلند - لیختن‌اشتاین - مالزی \| - نروژ - صربستان[۴] - سیشل - سوئیس - ترکیه - اوکراین \| \| |                                                   |  |
| - آنتیگوآ و باربودا - آرژانتین - باهاما - جمهوری دومینیکن - ایسلند - لیختن‌اشتاین - مالزی | - نروژ - صربستان - سیشل - سوئیس - ترکیه - اوکراین |  |

شهروندان ۴۳ کشور زیر می‌توانند پس از ورود، روادید ۳۰ روزه دریافت کنند و دریافت کننده می‌تواند تا سقف ۳۰ روز در طول یک سفر یا چندین سفر در قطر اقامت کند. امکان تمدید این روادید برای ۳۰ روز دیگر نیز وجود دارد.
|  | - آندورا - استرالیا - جمهوری آذربایجان - بلاروس - بولیوی - برزیل - برونئی - کانادا - شیلی - چین - کلمبیا | - کاستاریکا - کوبا - اکوادور - گرجستان - گویان - هنگ کنگ - اندونزی - جمهوری ایرلند - ژاپن - قزاقستان - لبنان | - مالدیو - مکزیک - مولدووا - موناکو - نیوزیلند - مقدونیه شمالی - پاناما - پاراگوئه - پرو - روسیه - سان مارینو | - سنگاپور - آفریقای جنوبی - کره جنوبی - سورینام - تایلند - بریتانیا - ایالات متحده آمریکا - اروگوئه - واتیکان - ونزوئلا |  |

## روادید به هنگام ورود
شهروندان کشورهای زیر می‌توانند به هنگام ورود روادید ۳۰ روزه دریافت کنند:
| - هند۱ - ایران۲ - ماکائو - پاکستان۳ - تایوان |

۱- برای سفرهای توریستی در صورت به همراه داشتن کارت اعتباری / نقدی و یک تأیید رزرو هتل.
۲ - برای سفرهای کاری و تنها در صورتی که یک کارت اعتباری یا حداقل ۵۰۰۰ ریال قطری به صورت نقد، بلیط بازگشت، تأیید رزرو هتل و دعوتنامه از یک شرکت تأیید شده توسط دولت قطر به همراه داشته باشند.
۳- شهروندان پاکستان که از پاکستان می‌آیند باید گواهی واکسیناسیون فلج اطفال به همراه داشته باشند.

## مجوز مسافرتی الکترونیکی
از ۲۷ سپتامبر ۲۰۱۷، افراد با هر ملیتی که مجوز اقامت معتبر یا روادید استرالیا، کانادا، نیوزیلند، کشورهای عضو شنگن، بریتانیا، آمریکا یا کشورهای شورای همکاری خلیج فارس را داشته باشند، می‌توانند مجوز مسافرتی الکترونیکی برای تا سقف ۳۰ روز دریافت کنند. این روادید به صورت آنلاین تا سقف ۳۰ روز دیگر قابل تمدید است.

## روادید آنلاین
در ۲۳ ژوئن ۲۰۱۷ قطر سیستم روادید الکترونیکی را معرفی کرد. شهروندان همه کشورها به جز  مصر و  اسرائیل که واجد دریافت روادید به هنگام ورود نیستند، می‌توانند برای روادید گردشگری آنلاین از طریق سیستم eVisa درخواست دهند. در صورتی که مدارک کامل باشد، روادید در مدت چهار روز کاری صادر می‌شود و برای اقامت ۳۰ روزه در قطر معتبر خواهد بود.

## روادید گذار (ترانزیت)
صرف نظر از ملیت، مسافران در حال گذار از فرودگاه بین‌المللی حمد در صورتی که ظرف ۲۴ ساعت قطر را به سوی مقصد نهایی خود ترک کنند، نیازی به روادید ندارند.
در ۲۶ سپتامبر ۲۰۱۶، وزارت کشور اعلام کرد که روادید گذار (ترانزیت) برای تمامی مسافرین عبوری از فرودگاه حمد به‌طور رایگان صادر می‌شود. تنها مسافرین هواپیمایی قطر مجازند که توقف ۵ تا ۹۶ ساعته در فرودگاه داشه باشند.

## گذرنامه‌های دیپلماتیک و خدماتی
دارندگان گذرنامه‌های دیپلماتیک یا خدماتی کشورهای زیر نیازی به روادید ندارند:
| - الجزایر - آرژانتین - جمهوری آذربایجان - بلاروس - برزیل - بلغارستان - کلمبیا - قبرس - اکوادور - السالوادور د | - فرانسه - گرجستان - آلمان - هند - اندونزی - ایتالیا - ژاپن - قزاقستان - قرقیزستان د - مولدووا | - مراکش - پرتغال - رومانی - روسیه - سوئیس - تونس - اوکراین - بریتانیا (از جمله قاصدان ملکه) - ونزوئلا |

د - فقط گذرنامه‌های دیپلماتیک
در نوامبر ۲۰۱۷، توافقنامه لغو روادید برای صاحبان گذرنامه‌های دیپلماتیک، شخصی و خدماتی با  اتیوپی امضا شد. در مورد    نپال هم در اکتبر ۲۰۱۸ امضا شده لکن هنوز به مرحله اجرا نرسیده‌است.

## آمار بازدیدکننده‌ها
بیشترین تعداد بازدیدکنندگان از قطر از کشورهای زیر بوده‌اند:
| کشور                | ۲۰۱۷      | ۲۰۱۶      | ۲۰۱۵      |
| ------------------- | --------- | --------- | --------- |
| هند                 | ۳۳۳٬۷۰۸   | ۳۴۰٬۱۰۴   | ۳۷۵٬۹۱۰   |
| بریتانیا            | ۱۲۰٬۴۹۵   | ۱۳۲٬۳۰۱   | ۱۳۵٬۶۴۵   |
| ایالات متحده آمریکا | ۱۰۱٬۱۴۴   | ۱۰۲٬۷۷۴   | ۹۳٬۱۷۴    |
| پاکستان             | ۴۹٬۵۱۰    | ۴۹٬۰۱۲    | ۸۶٬۶۷۰    |
| چین                 | 45,627    | —         | —         |
| آلمان               | 44,440    | —         | —         |
| مصر                 | ۴۳٬۶۱۴    | ۸۱٬۲۸۳    | ۹۲٬۰۳۶    |
| استرالیا            | 42,765    | —         | —         |
| فرانسه              | 42,026    | —         | —         |
| ایتالیا             | 37,436    | —         | —         |
| عربستان سعودی       | —         | ۹۴۹٬۱۴۵   | ۸۵۵٬۵۵۵   |
| بحرین               | —         | ۱۳۵٬۲۰۲   | ۱۳۲٬۹۱۳   |
| امارات متحده عربی   | —         | ۱۳۴٬۵۷۸   | ۱۱۷٬۵۷۵   |
| عمان                | —         | ۹۸٬۶۱۷    | ۱۰۲٬۳۳۲   |
| کویت                | —         | ۹۳٬۱۱۵    | ۹۱٬۸۴۳    |
| مجموع               | ۲٬۲۵۶٬۴۹۰ | ۲٬۹۳۸٬۰۹۶ | ۲٬۹۲۹٬۶۳۰ |